# Evycsa

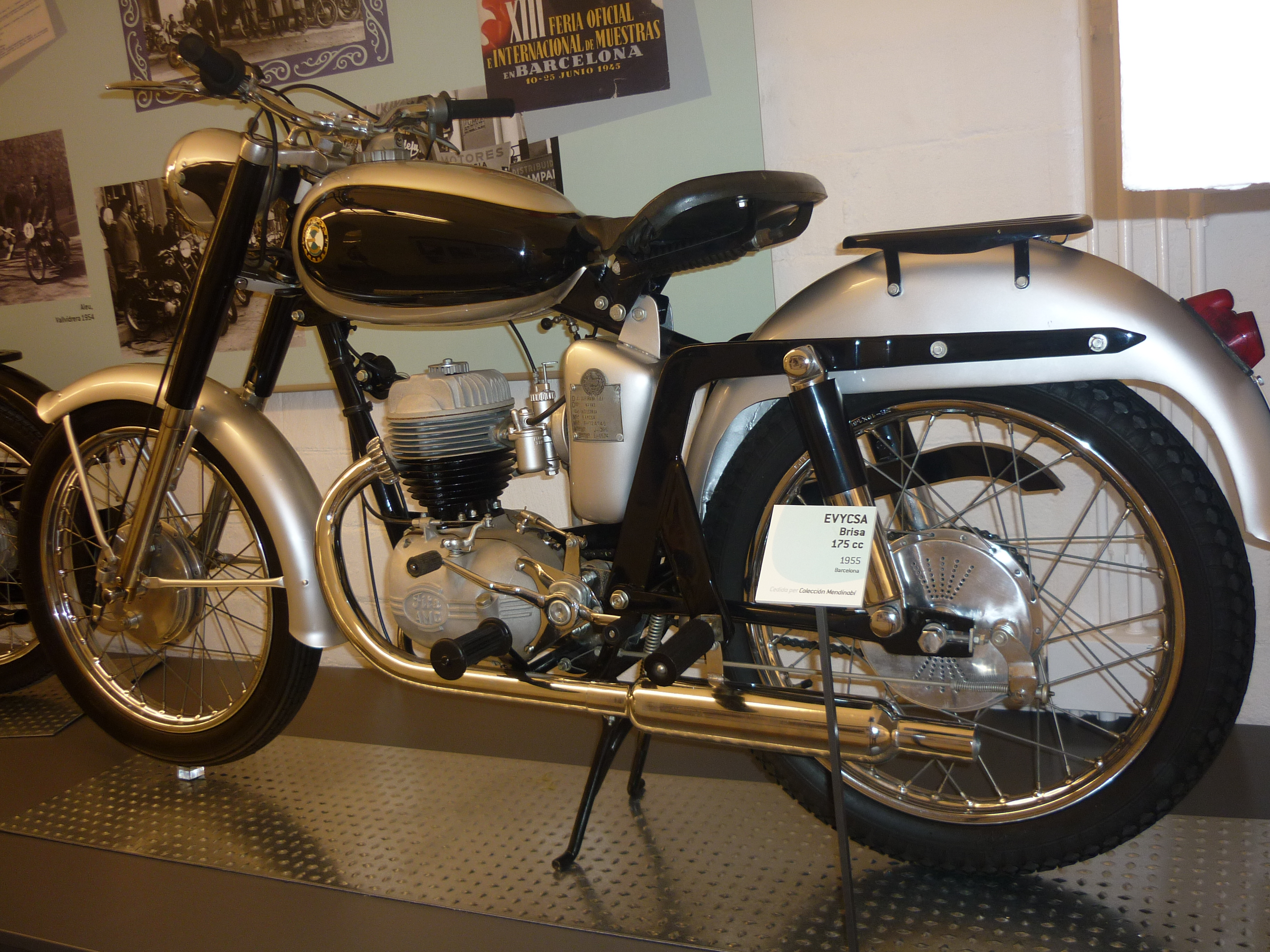
Evycsa Brisa 175cc de 1955

Evycsa fou una marca catalana de motocicletes, fabricades a Barcelona entre 1953 i 1957 per l'empresa fundada per Màrius Vilaseca, antic pilot de motociclisme que, un cop retirat de l'esport, va decidir de fer-se fabricant.
L'empresa, situada al número 19 i 20 de la plaça Tetuan de Barcelona, fabricava motocicletes amb motor de la firma figuerenca Fita de quatre temps i 175 cc, amb vàlvules superiors.
Màrius Vilaseca es va morir en un accident el 1955, mentre s'entrenava amb una de les seves motos per al Ral·li Costa Brava. El 1958, Evycsa fou absorbida pel seu proveïdor de motors esdevingut creditor, Fita, i tingué continuïtat sota el nou nom comercial MAF.